# 12909 Jaclifford
12909 Jaclifford este un asteroid din centura principală de asteroizi.

## Descriere
12909 Jaclifford este un asteroid din centura principală de asteroizi. A fost descoperit pe 17 septembrie 1998 la Stația Anderson Mesa în cadrul programului LONEOS. Asteroidul prezintă o orbită caracterizată de o semiaxă mare de 2,56 ua, o excentricitate de 0,11 și o înclinație de 2,7° în raport cu ecliptica.